# Феринга, Бен
Бернард Фе́ринга (нидерл. Bernard Lucas Feringa; род. 18 мая 1951, Баргер-Компаскюм, Нидерланды) — нидерландский химик-синтетик в области органической и супрамолекулярной химии; нобелевский лауреат. С 2011 года вице-президент Нидерландской королевской академии наук. Лауреат Нобелевской премии по химии 2016 года (совместно с Жаном-Пьером Соважем и Фрейзером Стоддартом). Труды в основном посвящены стереохимии, гомогенному катализу и молекулярной нанотехнологии. 
Член Нидерландской королевской академии наук (2006) и Европейской Академии (2010), иностранный член Американской академии искусств и наук (2004), Национальной академии наук США (2019), Китайской академии наук (2019), Лондонского королевского общества (2020) и Американского философского общества (2024).
В 2017 году подписал письмо с призывом к Greenpeace, Организации Объединенных Наций и правительствам всего мира прекратить борьбу с генетически модифицированными организмами (ГМО).

## Награды и отличия
- 2003 — Премия Кёрбера
- 2004 — Премия Спинозы
- 2005 — Медаль Прелога[нем.]
- 2007 — Премия Джеймса Флэка Норриса[нем.]
- 2008 — Премия Парацельса[нем.]
- 2008 — Prijs Akademiehoogleraren[нидерл.]
- 2009 — Медаль хиральности[англ.]
- 2009 — Van 't Hoff Award Lecture[14]
- 2012 — Научная премия Чино дель Дука[нем.][15]
- 2013 — Медаль Марии Склодовской-Кюри[пол.]
- 2013 — Золотая медаль Нагои[яп.]
- 2015 — Chemistry for the Future Solvay Prize[16]
- 2016 — Tetrahedron Prize[англ.][17]
- 2016 — Медаль Августа Вильгельма Гофмана[нем.]
- 2016 — Нобелевская премия по химии[18]
- 2017 — Премия столетия